# Rage 2
Rage 2 (gestileerd als RAGE 2) is een open wereld first-person shooter ontwikkeld door Avalanche Studios en id Software. Het spel is uitgegeven op 14 mei 2019 door Bethesda Softworks voor de PlayStation 4, Windows en de Xbox One. Het spel is de opvolger van Rage uit 2010, dat is ontwikkeld door id Software.
De aankondigingstrailer van het spel werd op 14 mei 2018 gelekt. Diezelfde dag liet Bethesda Softworks de video van YouTube verwijderen, maar plaatste een aantal uur later zelf de trailer. Een dag later brachten ze een eerste gameplaytrailer uit. Verdere informatie over het spel werd tijdens de presentatie van Bethesda op de E3 gedeeld.

## Plot
Walker is de laatste ranger op aarde, die moet overleven in een wereld met gevaarlijke mutanten. De aarde werd geraakt door een gigantische asteroïde waarbij de meerderheid van de mensheid stierf en er slechts een verlaten en vervallen wereld overbleef. The Authority, een militaire groepering, heeft zichzelf uitgeroepen tot machthebber van de wereld en zoekt naar manieren om zijn dictatuur te verzekeren.

## Gameplay
Spelers kunnen in dit deel het uiterlijk van Walker aanpassen. Walker kan vijanden bestrijden met verschillende vuurwapens, en de vaardigheden kunnen tijdens het spel verder ontwikkeld worden. Daarbij zijn er ook voertuiggevechten met vrachtwagens, buggy's en gyrocopters.

## Ontvangst
| Recensiescore       | Recensiescore                 |
| Recensieverzamelaar | Score                         |
| ------------------- | ----------------------------- |
| Metacritic          | 73% (PC) 67% (PS4) 72% (XONE) |
| Publicist           | Score                         |
| Destructoid         | 8                             |
| Game Informer       | 7                             |
| GameSpot            | 6                             |
| IGN                 | 8                             |

Rage 2 ontving gemengde recensies. Men prees de schietmechaniek en muziek, maar kritiek was er op het grafische gedeelte, de open wereld en personages, en het gebruik van microtransacties.
Op aggregatiewebsite Metacritic heeft het spel een gemiddelde verzamelde score van 70,6%.